# 르그랑 (기업)

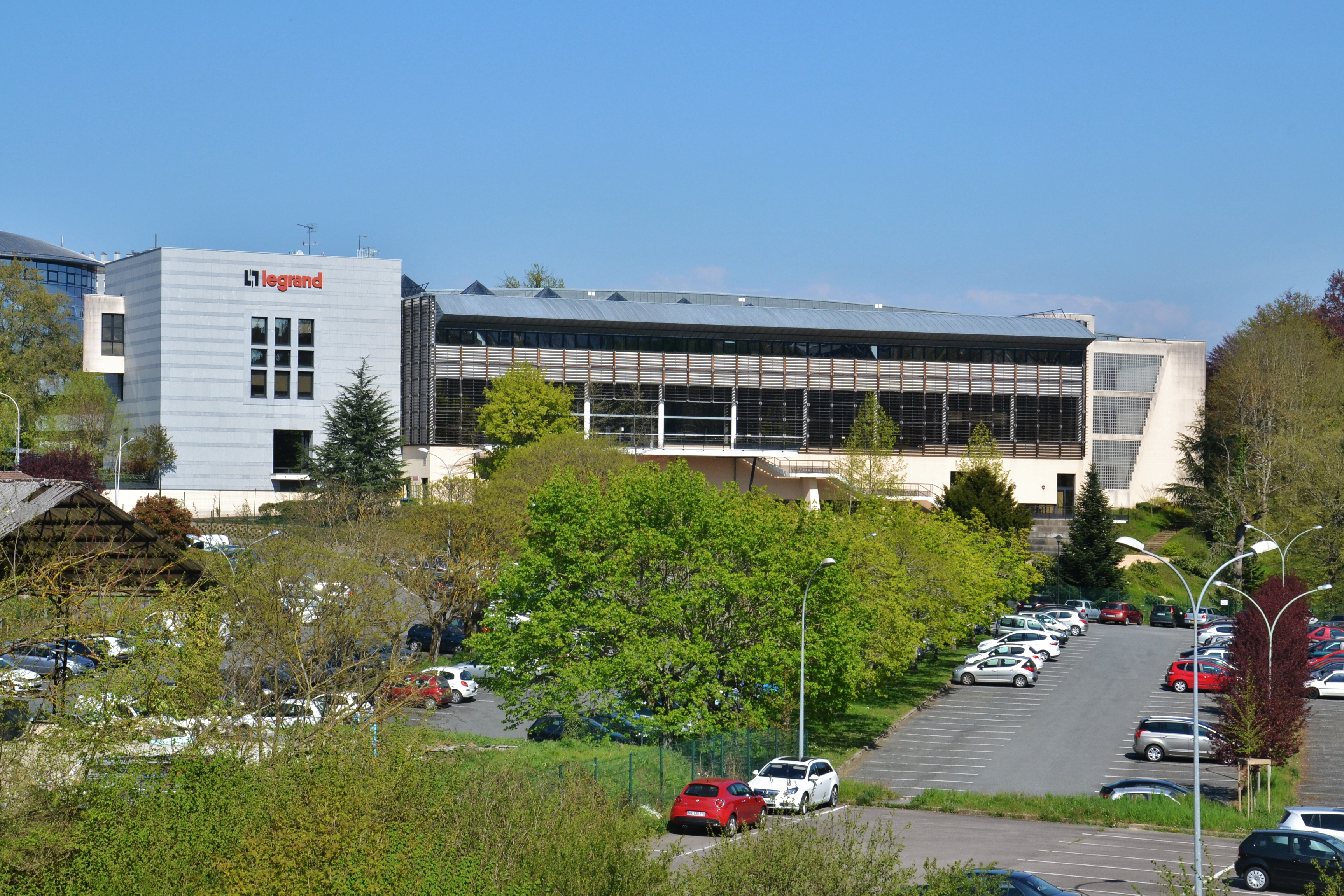

르그랑(Legrand)은 역사적으로 리무쟁 리모주에 위치한 프랑스 산업 단체이다.
2011년 이 기업은 세계 시장 중 20%를 차지할 정도로 세계 최대의 스위치 및 소켓 생산 기업이었으며 케이블 관리 부문에서는 세계 시장 중 15%를 차지하였다. 이 그룹은 또한 제품 범위를 지속 가능한 발전, 에너지 절약 기술 범위로 확장하고 있으며 태양광 발전 설치 및 조명 제어를 위한 새로운 제품들을 개발하고 있다.
1904년 설립되었다. 1970년, 처음으로 파리 주식시장에 상장되었다.